# Still on It
„Still on It” este un cântec al interpretei americane Ashanti. Acesta a fost compus pentru a fi inclus pe albumul de remixuri Collectables by Ashanti și a fost lansat ca primul și singurul disc single al materialului la finele anului 2005.
Discul single, la fel ca și albumul Collectables by Ashanti, a fost un eșec la nivel comercial, nereușind să intre în Billboard Hot 100 și obținând cea mai slabă clasare a unui single semnat Ashanti în Regatul Unit. Cu toate acestea, „Still on It”, a obținut clasări de top 40 în UK R&B Chart.

## Clasamente
| Clasament                        | Poziția maximă | Referință |
| -------------------------------- | -------------- | --------- |
| UK R&B Chart                     | 40             | [ 6 ]     |
| UK Singles Chart                 | 98             | [ 5 ]     |
| Billboard Bubbling Under Hot 100 | 15             | [ 3 ]     |
| Billboard Hot R&B/Hip-Hop Songs  | 55             | [ 4 ]     |